# Овезгельдиев, Ильяс
Ильяс Овезгельдиев (Авезгльдыев) (12 февраля 1914 — 25 сентября 1985) — старшина, наводчик 76-мм орудия 513-го отдельного пулеметно-артиллерийского батальона (54-й укрепрайон, 50-й строевой корпус, 40-я армия, 2-й Украинский фронт), полный кавалер ордена Славы.

## Биография
Родился в крестьянской семье, туркмен.
Окончил семилетнюю школу. Работал в колхозе.
Служил в Красной Армии в 1936—1938 годах.
В боях Великой Отечественной войны с сентября 1942 года. Член ВКП(б) с декабря 1944 года.
17—29 августа 1944 года в наступательных боях у населённых пунктов Мардзина, Поени, Путна (Румыния) младший сержант Овезгельдиев уничтожил вместе с расчётом танк, 4 огневые точки и свыше отделения пехоты противника. 4 октября 1944 года был награждён орденом Славы 3 степени.
В сентябре 1944 года у населённых пунктов Виков Верхний, Фюрстентам (Румыния) и в октябре 1944 года у населённого пункта Ливади (Румыния) сержант Овезгельдиев с расчётом подавил 5 пулемётных точек, разрушил 2 землянки, рассеял до взвода пехоты противника. 18 января 1945 года был награждён орденом Славы 3 степени. Перенаграждён Указом Президиума Верховного Совета СССР 17 февраля 1970 года орденом Славы 2 степени. 
8—14 декабря 1944 года в боях у населённых пунктов Болдва и Сирак (Венгрия) Овезгельдиев вместе с расчётом уничтожил орудие, свыше отделения живой силы, подавил 4 огневые точки. 7 марта 1945 года награждён орденом Славы 3 степени. Перенаграждён Указом Президиума Верховного Совета СССР 17 февраля 1970 года орденом Славы 1 степени.
Участник Парада Победы на Красной площади в Москве 24 июня 1945 года. В октябре 1945 года демобилизован в звании старшины. 
Работал бригадиром овощеводческой бригады колхоза в родном селе.